# Tossal de Roses
El Tossal de Roses és una muntanya de 491 metres que es troba entre els municipis de la Sénia i de Mas de Barberans, a la comarca catalana del Montsià.